# Geografie Maďarska

Geografická mapa Maďarska

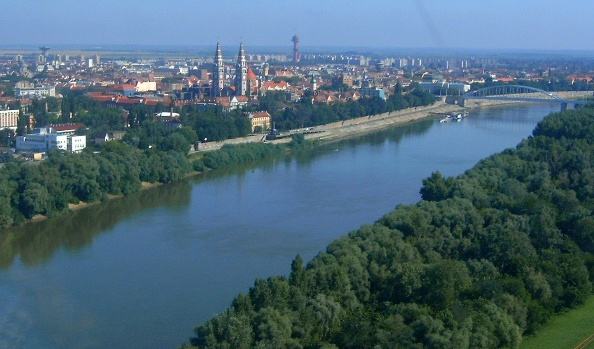
Tisza ve městě Szeged

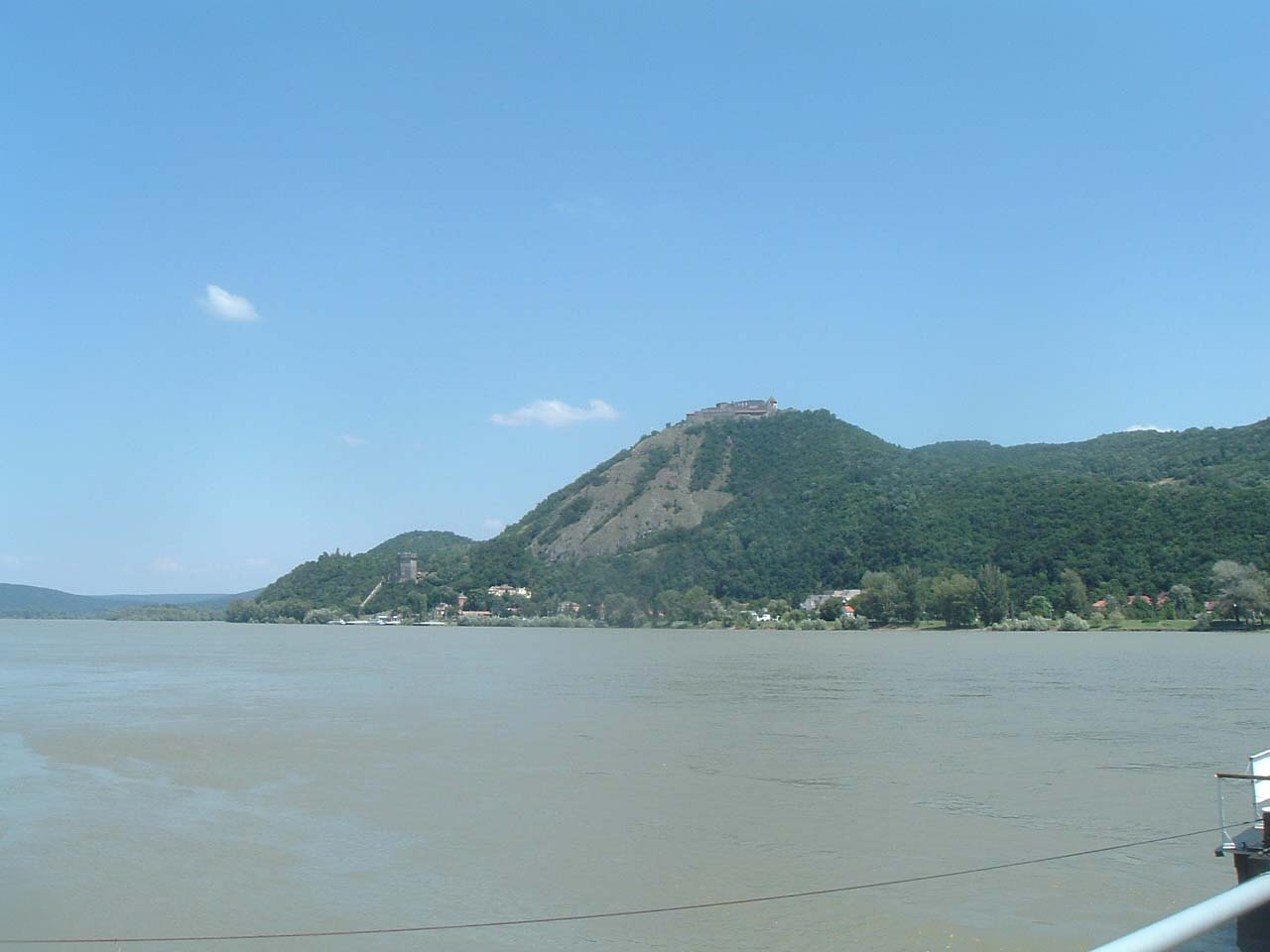
Pohoří Visegrád u Budapešti

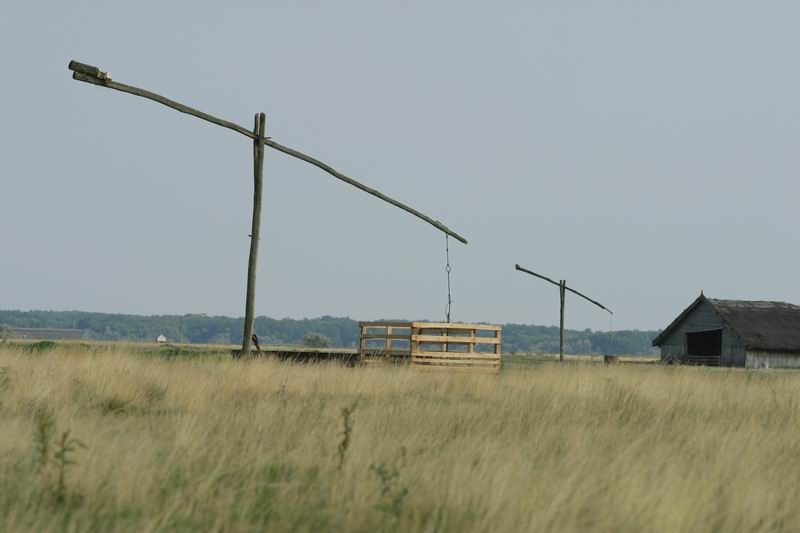
Puszta

Maďarsko je stát ležící ve střední Evropě. Na severu sousedí se Slovenskem,na východě s Ukrajinou, na jihovýchodě s Rumunskem, na jihu se Srbskem a Chorvatskem a na západě se Slovinskem a Rakouskem.
Maďarsko leží v poměrně rovinatém kraji ve Velké uherské nížině, která je na západ od východních Karpat a na západě Maďarska je Malá dunajská kotlina. Na severu Maďarska je krajina už lehce kopcovitá, hlavně u východních hranic se Slovenskem. Nejvyšší hory Maďarska tvoří pohoří Mátra, kde se nachází i nejvyšší hora celého Maďarska Kékes s nadmořskou výškou 1014 m n. m. Vysoké kopce najdeme i u města Miskolc v pohoří Bükk, kde se pěstuje známé tokajské víno. Okolí Budapešti je také kopcovité.

## Pohoří
Níže následuje tabulka nejvyšších pohoří Maďarska.
| Pořadí | Pohoří            | Nejvyšší hora               | Nadmořská výška (m n. m.) |
| ------ | ----------------- | --------------------------- | ------------------------- |
| 1.     | Mátra             | Kékes                       | 1014                      |
| 2.     | Bükk              | Szilvási-kő                 | 961                       |
| 3.     | Börzsöny          | Csóványos                   | 938                       |
| 4.     | Tokaji-hegység    | Nagy-Milic (Veľký Milič)    | 895                       |
| 5.     | Kőszegi           | Írort-kö (Geschriebenstein) | 882                       |
| 6.     | Pilišské vrchy    | Pilis                       | 750                       |
| 7.     | Bakoňský les      | Köris-hegy                  | 709                       |
| 8.     | Vyšehradské vrchy | Dobogó-kő                   | 700                       |
| 9.     | Mecsek            | Zengő                       | 682                       |
| 10.    | Cserhát           | Naszály                     | 652                       |

## Řeky a jezera

### Řeky
Hlavní řekou je bez pochyby Dunaj, která protéká hlavním městem a celým středem Maďarska.Na severu tvoří částečně hranici se Slovenskem. Do Dunaje se vlévá řeka Rába, protékající městem Ráb (maďarsky Győr). Dále je pak řeka Concó nebo Karasica. Další důležitou roli v Maďarsku hraje řeka Tisa (maďarsky Tisza). Ta sice v Maďarsku nepramení, ale na území Maďarska už je velmi široká.
| Jméno  | Délka toku v Maď. |
| ------ | ----------------- |
| Dunaj  | 417 km            |
| Tisza  | 596 km            |
| Lajta  | 180 km            |
| Rábca  |                   |
| Rába   | 211 km            |
| Zala   | 139 km            |
| Dráva  | 125 km            |
| Ipoly  | 143 km            |
| Zagyva | 160 km            |
| Sajó   | 125 km            |
| Hernád | 118 km            |
| Bodrog | 52 km             |
| Szamos |                   |
| Körös  |                   |
| Maros  | 48 km             |

### Jezera
Nejznámějším jezerem v Maďarsku je Balaton. Balaton je největší jezero ve střední Evropě. Dále pak jezera Kis-Balaton, Velence, termální jezero Hévíz, u města Szeged je jezero Feher a u města Sopron je Neziderské jezero (maďarsky Fertő-tó). Neziderské jezero má ale většinu své rozlohy v sousedním Rakousku.

## Národní parky
Na území Maďarska se nachází celkem 10 národních parků. U Balatonu leží národní park Keszthelyi, u Neziderského jezera (Fertő-tó) leží národní park Fertő-Hanság, u řeky Dráva, tvořící hranici s Chorvatskem je národní park Duna-Dráva.V jižním Maďarsku jsou pak n. p. Kiskunsági u města Kecskemét a na východě leží známé národní parky Hortobágy a Bükk. Na severu leží národní park Dunaj-Ipeľ.

## Administrativní rozdělení
| Župa                   | Župní sídlo    |
| ---------------------- | -------------- |
| Bács-Kiskun            | Kecskemét      |
| Baranya                | Pécs           |
| Békés                  | Békéscsaba     |
| Borsod-Abaúj-Zemplén   | Miskolc        |
| Csongrád-Csanád        | Szeged         |
| Fejér                  | Székesfehérvár |
| Győr-Moson-Sopron      | Győr           |
| Hajdú-Bihar            | Debrecín       |
| Heves                  | Eger           |
| Jász-Nagykun-Szolnok   | Szolnok        |
| Komárom-Esztergom      | Tatabánya      |
| Nógrád                 | Salgótarján    |
| Pest                   | Budapešť       |
| Somogy                 | Kaposvár       |
| Szabolcs-Szatmár-Bereg | Nyíregyháza    |
| Tolna                  | Szekszárd      |
| Vas                    | Szombathely    |
| Veszprém               | Veszprém       |
| Zala                   | Zalaegerszeg   |